# Mark Lotterman
Mark Lotterman (1984) is een singer-songwriter uit Rotterdam.

## Biografie
Lotterman begon zijn carrière in 2001 als muzikaal begeleider van dichter Simon Vinkenoog. Zij speelden samen op verschillende festivals en podia in Nederland. Ook leerde Lotterman in deze periode dichter Hans Verhagen (dichter) kennen, wat resulteerde in een opname van het gedicht 'Mystiek Chicago' die in 2023 op Lottermans Stedentrip zou verschijnen.
Zijn debuutplaat Pain & entertainment verscheen in 2007. Op dit album werkte hij samen met onder anderen de Amerikaanse alternatieve countryzanger Johnny Dowd.
Zijn tweede album Better things to do kwam in 2009 uit op het Rotterdamse label Tocado-Records. In dit jaar verzorgde Lotterman een optreden tijdens de uitreiking van de P.C. Hooft-prijs aan Hans Verhagen.
Het derde album Funny werd opgenomen door Excelsior-oprichter Frans Hagenaars. Het nummer I miss you bereikte de iTunes Top 10 na een column over het liedje van RTL-nieuwslezer Roelof Hemmen.
Het vierde album Year without summer verscheen in februari 2014 bij Harlem Recordings (Benelux) en Artfull Sounds (Duitsland). Deze plaat kende gastbijdragen van Tessa Douwstra en trompettist Teus Nobel.
In 2017 bracht Lotterman Holland uit, een multidisciplinair kunstproject rond zijn 5e plaat. Kunstenaars, wetenschappers, maar ook schoolklassen en maatschappelijke organisaties maakten bijdragen gebaseerd op Lottermans liedjes. Dit resulteerde in een boek en verschillende exposities. Bijdragen kwamen onder andere van Harry Merry, Bram Bakker, Vincent Mentzel, Johnny Dowd, Hans Sleutelaar, Daniël Dee, Jaap van Ginneken (psycholoog), Blaudzun, Carrie en Wayne Horse.
Na een pauze van 6 jaar waarin Lotterman werkzaam was in jeugdzorg, verscheen in 2023 Lottermans eerste Nederlandstalige album: Stedentrip. Op deze plaat staat een duet met Lucky Fonz III: Ze weten niets . Dit album wordt afgesloten met een opname die Lotterman maakte met dichter Hans Verhagen, in de kerk van Ruigoord (2003). 
in 2025 verscheen "Het regent nooit de hele dag", met hierop een samenwerking met Andre Manuel.  

## Privé
Lotterman woont samen met zijn man Auke Triesschijn in de Tarwewijk. Triesschijn is grafisch ontwerper en verantwoordelijk voor al Lottermans artwork vanaf Funny.

## Discografie

### Albums
| Album met eventuele hitnotering(en) in de Nederlandse Album Top 100 | Datum van verschijnen | Datum van binnenkomst | Hoogste positie | Aantal weken | Opmerkingen |
| ------------------------------------------------------------------- | --------------------- | --------------------- | --------------- | ------------ | ----------- |
| Pain & entertainment                                                | 2007                  |                       |                 |              |             |
| Better things to do                                                 | 2009                  |                       |                 |              |             |
| Funny                                                               | 2011                  |                       |                 |              |             |
| Year without summer                                                 | 2014                  |                       |                 |              |             |
| Holland                                                             | 2017                  |                       |                 |              |             |
| Stedentrip                                                          | 2023                  |                       |                 |              |             |
| Het regent nooit de hele dag                                        | 2025                  |                       |                 |              |             |